# Gemma Frisius (cráter)

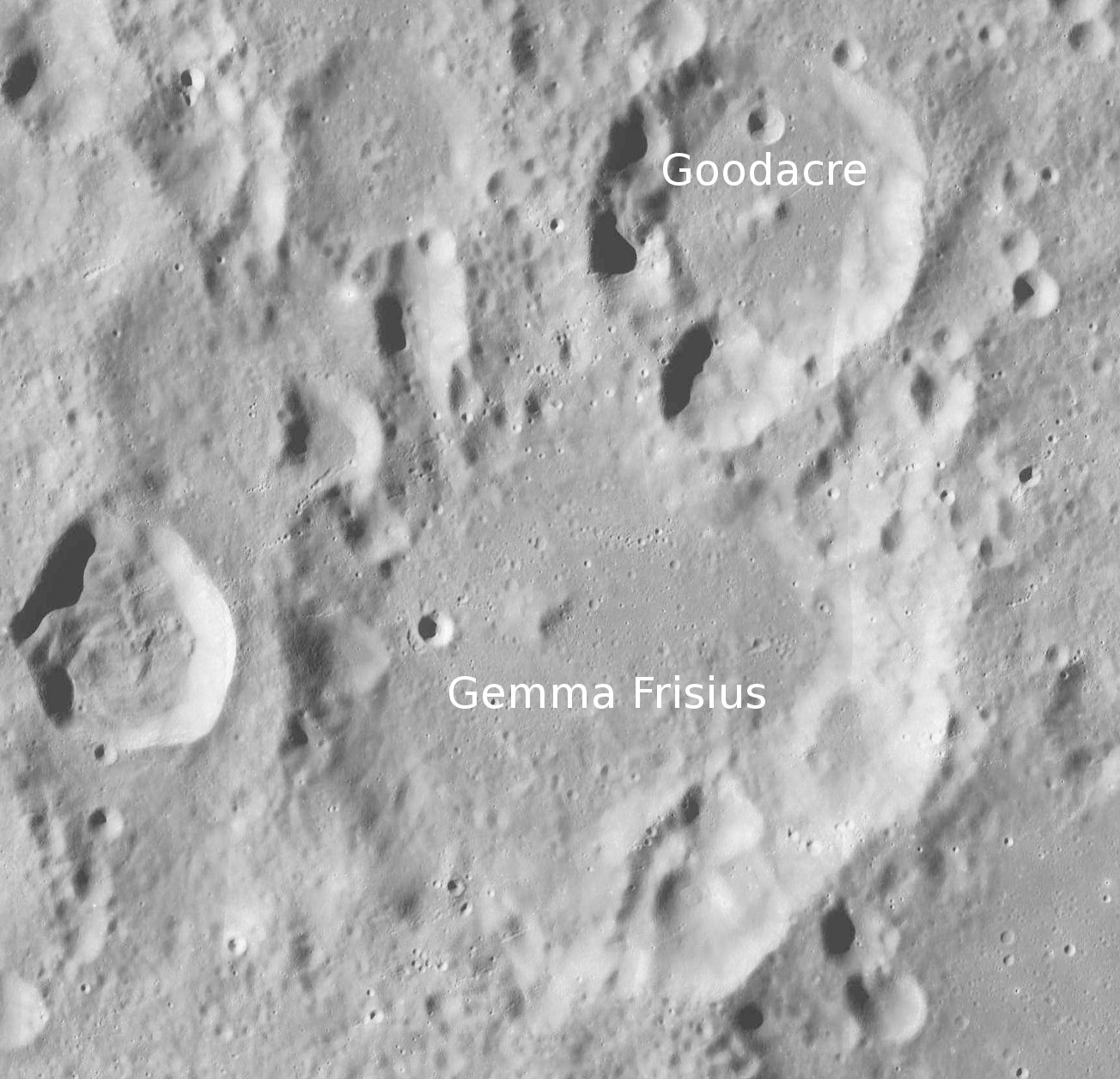
Fotografía de la misión LRO

Gemma Frisius es un cráter de impacto que se encuentra en las escarpadas tierras altas del sur de la Luna, al norte de la llanura amurallada del cráter Maurolycus, y al sureste del cráter más pequeño Poisson. El cráter Goodacre está unido al borde noreste.
|  |

La pared exterior de este cráter ha sufrido graves daños por impactos, particularmente a lo largo de los lados norte y oeste. Los pequeños cráteres periféricos D, G y H aparecen junto a esta cara dañada. Como han señalado algunos observadores, esta formación de cráteres tiene cierta semejanza con la huella de la garra de un animal, con estos cráteres formando tres de los dedos del pie y el cráter Goodacre el cuarto.
El borde sureste del cráter también está desgastado, y la pared interior se ha desplomado ocupando casi un tercio del diámetro interior. El resto de la planta es relativamente llano y profundo, con un pico central que está desplazado hacia el noroeste del punto medio.

## Cráteres satélite
Por convención estos elementos son identificados en los mapas lunares poniendo la letra en el lado del punto medio del cráter que está más cerca de Gemma Frisius.
|               | \| Gemma Frisius \| Coordenadas \| Diámetro \| \| ------------- \| ----------------------------- \| -------- \| \| A \| 35°48′S 15°12′E / -35.8, 15.2 \| 68 km \| \| B \| 35°30′S 17°06′E / -35.5, 17.1 \| 41 km \| \| C \| 35°36′S 18°48′E / -35.6, 18.8 \| 35 km \| \| D \| 34°18′S 10°54′E / -34.3, 10.9 \| 28 km \| \| E \| 37°12′S 12°48′E / -37.2, 12.8 \| 19 km \| \| F \| 35°48′S 10°18′E / -35.8, 10.3 \| 9 km \| \| G \| 33°12′S 11°24′E / -33.2, 11.4 \| 37 km \| \| H \| 32°24′S 12°12′E / -32.4, 12.2 \| 28 km \| \| J \| 35°06′S 18°06′E / -35.1, 18.1 \| 12 km \| \| K \| 37°24′S 11°00′E / -37.4, 11.0 \| 10 km \| \| L \| 34°48′S 11°48′E / -34.8, 11.8 \| 6 km \| \| M \| 34°18′S 12°30′E / -34.3, 12.5 \| 5 km \| \| O \| 32°30′S 12°54′E / -32.5, 12.9 \| 6 km \| \| P \| 31°48′S 12°48′E / -31.8, 12.8 \| 4 km \| \| Q \| 35°48′S 14°48′E / -35.8, 14.8 \| 9 km \| \| R \| 37°06′S 15°18′E / -37.1, 15.3 \| 5 km \| \| S \| 35°12′S 15°06′E / -35.2, 15.1 \| 6 km \| \| T \| 34°54′S 16°24′E / -34.9, 16.4 \| 8 km \| \| U \| 34°30′S 16°48′E / -34.5, 16.8 \| 8 km \| \| W \| 36°54′S 13°18′E / -36.9, 13.3 \| 15 km \| \| X \| 34°42′S 15°48′E / -34.7, 15.8 \| 15 km \| \| Y \| 37°24′S 13°30′E / -37.4, 13.5 \| 28 km \| \| Z \| 35°06′S 9°36′E / -35.1, 9.6 \| 10 km \| |          |
| Gemma Frisius | Coordenadas | Diámetro |
| A             | 35°48′S 15°12′E / -35.8, 15.2 | 68 km    |
| B             | 35°30′S 17°06′E / -35.5, 17.1 | 41 km    |
| C             | 35°36′S 18°48′E / -35.6, 18.8 | 35 km    |
| D             | 34°18′S 10°54′E / -34.3, 10.9 | 28 km    |
| E             | 37°12′S 12°48′E / -37.2, 12.8 | 19 km    |
| F             | 35°48′S 10°18′E / -35.8, 10.3 | 9 km     |
| G             | 33°12′S 11°24′E / -33.2, 11.4 | 37 km    |
| H             | 32°24′S 12°12′E / -32.4, 12.2 | 28 km    |
| J             | 35°06′S 18°06′E / -35.1, 18.1 | 12 km    |
| K             | 37°24′S 11°00′E / -37.4, 11.0 | 10 km    |
| L             | 34°48′S 11°48′E / -34.8, 11.8 | 6 km     |
| M             | 34°18′S 12°30′E / -34.3, 12.5 | 5 km     |
| O             | 32°30′S 12°54′E / -32.5, 12.9 | 6 km     |
| P             | 31°48′S 12°48′E / -31.8, 12.8 | 4 km     |
| Q             | 35°48′S 14°48′E / -35.8, 14.8 | 9 km     |
| R             | 37°06′S 15°18′E / -37.1, 15.3 | 5 km     |
| S             | 35°12′S 15°06′E / -35.2, 15.1 | 6 km     |
| T             | 34°54′S 16°24′E / -34.9, 16.4 | 8 km     |
| U             | 34°30′S 16°48′E / -34.5, 16.8 | 8 km     |
| W             | 36°54′S 13°18′E / -36.9, 13.3 | 15 km    |
| X             | 34°42′S 15°48′E / -34.7, 15.8 | 15 km    |
| Y             | 37°24′S 13°30′E / -37.4, 13.5 | 28 km    |
| Z             | 35°06′S 9°36′E / -35.1, 9.6 | 10 km    |